# Todscha-See
Der Todscha-See (russisch Тоджа, auch  Озеро Азас (Asas-See)) ist ein See im Nordosten der zu Russland gehörenden Republik Tuwa in Zentralasien.
Der Todscha-See ist namensgebend für das so genannte Todscha-Becken (auch Todscha-Senke), einer Niederung nordöstlich des Tuwinischen Beckens. Hauptzufluss des Sees ist der Asas, der in sein Nordostufer mündet. Im Westen verlässt der 34 km lange Toora-Chem den See und fließt dem Großen Jenissei zu, in welchen er bei der gleichnamigen Ortschaft Toora-Chem mündet.
Der See besitzt neun Inseln, von denen Ulug Ortuluk (Улуг Ортулук) die größte ist.
Der Todscha-See hat im Mittel eine Fläche von 51,6 km².
Sein Wasserspiegel liegt auf einer Höhe von 944 m. Er schwankt über das Jahr hinweg um 1,4 m. Im März hat er üblicherweise seinen tiefsten, im Juni seinen höchsten Wasserstand.
Anfang November gefriert die Wasseroberfläche.
In der zweiten Monatshälfte im Mai bricht die Eisdecke wieder.
Im Sommermonat Juli erreicht die Wassertemperatur an der Seeoberfläche bis zu 19 °C.